# ジャック・テポラ
ジャック・テポラ（Jhack Tepora、1995年4月8日 - ）は、フィリピンのプロボクサー。セブ出身。元WBA世界フェザー級暫定王者。

## 来歴
2012年3月4日、プロデビュー。
2014年5月3日、セブのウォター・フロント・ホテル・アンド・カジノでジョアス・アペリシオと新設されたWBFアジア太平洋スーパーバンタム級王座決定戦を行い、10回1分37秒TKO勝ちを収め王座を獲得した。
2016年1月9日、ボルボンのボルボン・スポーツ・コンプレックスでアンドリュー・パラスとフィリピンスーパーバンタム級王座決定戦を行い、10回3-0（99-91、98-92、100-90）の判定勝ちを収め王座を獲得した。
2016年3月6日、セブのロビンソンズ・ガァリエアでジェイソン・ティナンパイとWBOアジア太平洋スーパーバンタム級ユース王座決定戦を行い、5回KO勝ちを収め王座を獲得した。
2016年7月30日、セブのロビンソンズ・ガァリエアでブライアン・カパンパンガンと対戦し、初回2分34秒TKO勝ちを収めWBOアジア太平洋ユース王座の初防衛に成功した。
2016年12月2日、マンダウエのスポーツ・アンド・カルチャル・コンプレックスでガリー・スサントとWBOオリエンタルスーパーバンタム級王座決定戦を行い、5回TKO勝ちを収め王座を獲得した。
2017年3月7日、セブのウォター・フロント・ホテル・アンド・カジノでヨン・アーメッドと対戦し、初回KO勝ちを収めWBOオリエンタル王座の初防衛に成功した。
2017年9月22日、イースト・ロンドンのオリエンタル・シアターでルサンダ・コマニシとWBOインターコンチネンタルフェザー級王座決定戦を行い、2回KO勝ちを収め王座を獲得した。
2018年7月15日、クアラルンプールのプトラ・インドア・スタジアムでヘスス・マヌエル・ロハスの正規王座認定に伴うWBA世界フェザー級暫定王座決定戦をWBA世界フェザー級3位のエディバルト・オルテガと行い9回2分38秒TKO勝ちを収め王座を獲得した。
2019年1月19日、MGMグランド・ガーデン・アリーナで元世界2階級制覇王者でWBA世界フェザー級10位のウーゴ・ルイスと対戦し初防衛戦を行う予定だったが、18日に行われた前日計量でテポラがフェザー級の規定体重である126ポンドを5.5ポンド超過の131.5ポンドを計測し王座剥奪となった為、試合自体が中止となりテポラが持つ暫定王座は剥奪された。
2019年12月21日、カリフォルニア州オンタリオのトヨタ・アリーナでオスカル・エスカンドンと対戦し、1回KO負けを喫した。

## 獲得タイトル
- WBFアジア太平洋スーパーバンタム級王座
- フィリピンスーパーバンタム級王座
- WBOアジア太平洋スーパーバンタム級ユース王座
- WBOオリエンタルスーパーバンタム級王座
- WBOインターコンチネンタルフェザー級王座
- WBA世界フェザー級暫定王座（防衛0=剥奪）